# Брюнес (футбольний клуб)
«Брюнес» ІФ (швед. Brynäs Idrottsförening) — шведський футбольний клуб із міста Євле. 

## Історія
Заснований 12 травня 1912 року. Володар кубку Швеції 1925 року.
Провів у Аллсвенскан 1 сезон (1974): зіграв 26 матчів, в яких здобув 2 перемоги, 8 нічиїх і 16 поразок, різниця м'ячів 27-63. 
У 1979 році об'єднався з клубом «Єфле» ІФ і виступав під назвою «Єфле ІФ/Брюнес». Однак 1982 року клуби знову розділилися. Тепер виступає у 5-й лізі (Дивізіон 3) Швеції.

## Досягнення
Чемпіонат Швеції:
- Чемпіон Швеції (1): 1925

Аллсвенскан:
- 14-е місце (1): 1974.